# Lee Ramoon
Lee Ramoon (29 de janeiro de 1965) é um ex-futebolista e treinador de futebol das Ilhas Cayman.
Profissionalizou-se em 1988, no Stockport County, mas não jogou pela equipe. Defendeu, ainda, PC Strikers, Altrincham, Winsford United, Burscough e Porthmadog antes de voltar às Ilhas Cayman em 1996 para jogar no George Town SC, onde encerrou a carreira em 2010 - um ano antes, iniciou a carreira de treinador pela mesma equipe.
Na Seleção Caimanesa de Futebol, Ramoon estreou em 1979, com apenas 13 anos, jogando pelo selecionado até 2004. Com 12 gols marcados, é o maior artilheiro da história da Seleção, mas o número de partidas disputadas ainda é desconhecido: embora tivesse jogado mais de 200 partidas, a maior parte delas é não-oficial, o que não entra nas contas da FIFA. Ainda assim, o atacante é considerado o maior jogador de futebol que o arquipélago já produziu e um dos atletas mais conhecidos em sua história, juntamente com os nadadores Shaune Fraser e Brett Fraser e a velocista Cydonie Mothersille.
Em 2004, antes de sua aposentadoria, foi agraciado com a Ordem de Mérito da FIFA por suas contribuições ao futebol.